# یواس‌اس استادار (دی‌دی-۵۶۶)

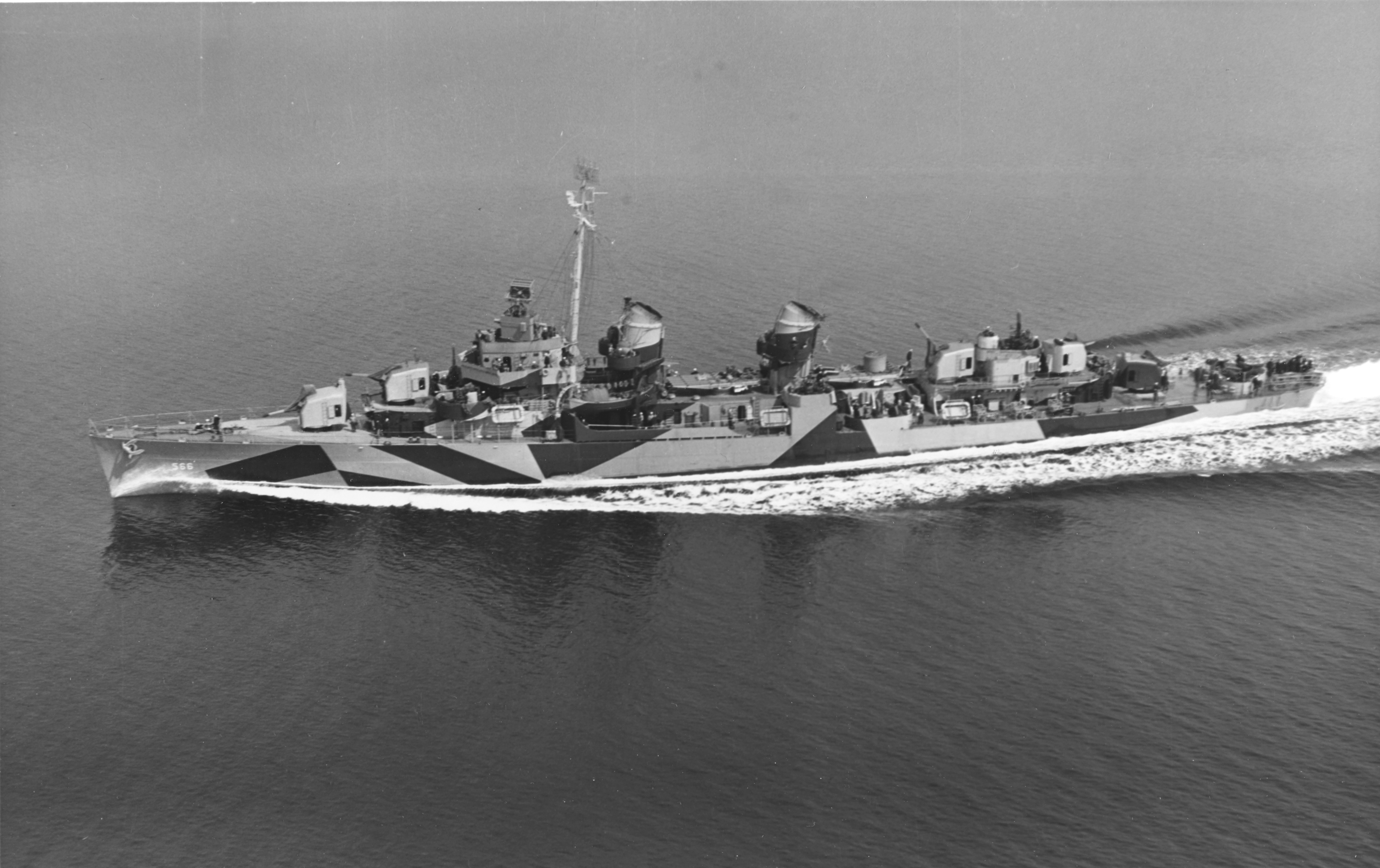
یواس‌اس استادار (دی‌دی-۵۶۶)

یواس‌اس استادار (دی‌دی-۵۶۶) (به انگلیسی: USS Stoddard (DD-566)) یک کشتی بود که طول آن ۱۱۴٫۷ متر (۳۷۶ فوت) بود. این کشتی در سال ۱۹۴۳ ساخته شد.